# Convenzione di Seneca Falls

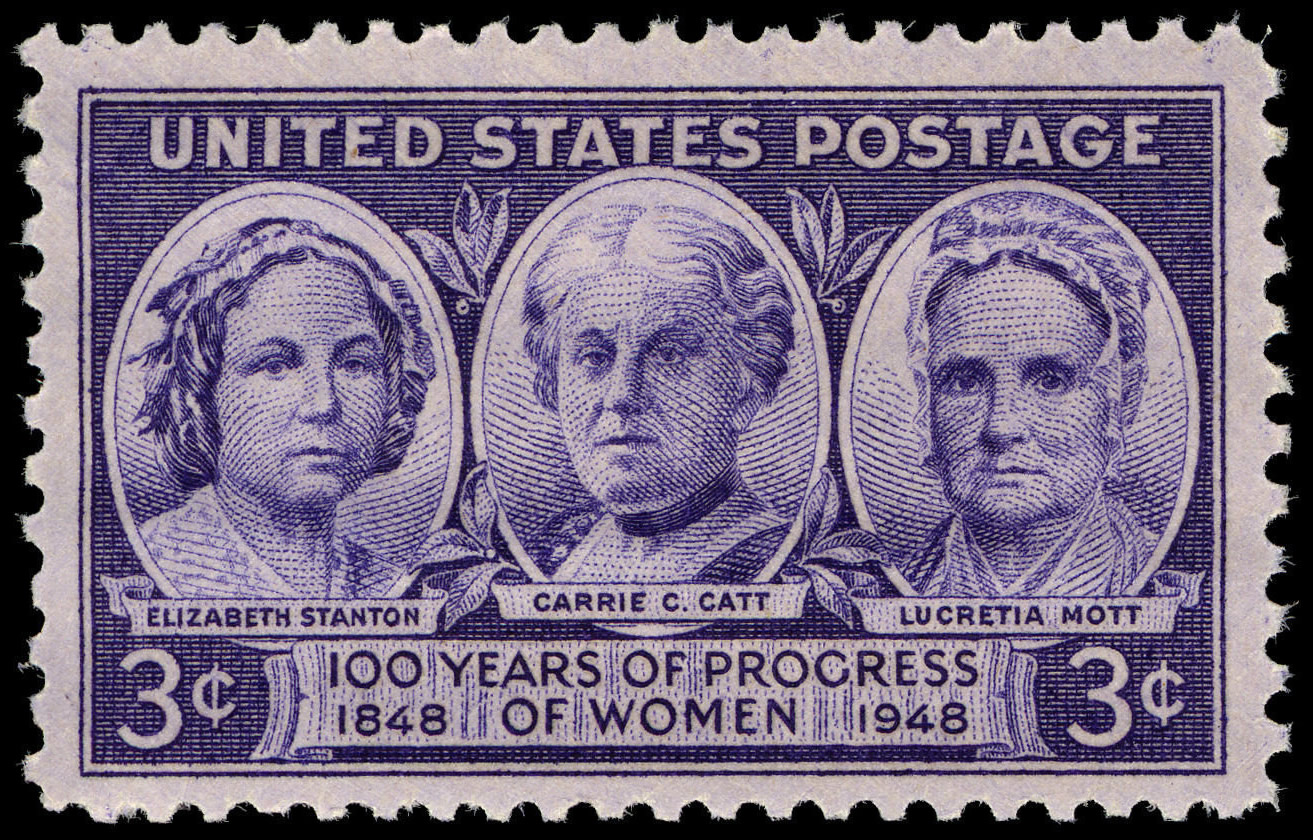
100 anni di progresso delle donne, 1848-1948: emissione di un francobollo da 3 cent del 1948. Da sinistra: Elizabeth Cady Stanton, Carrie Chapman Catt, Lucretia Mott.

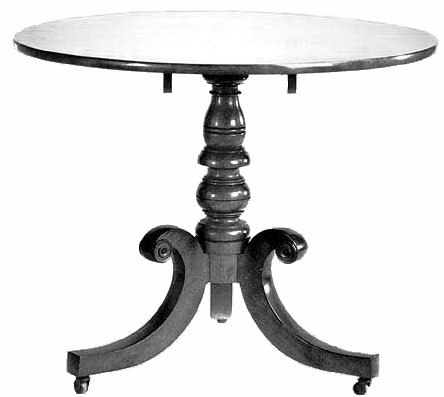
Questo tavolo da tè in mogano è stato utilizzato il 16 luglio 1848, per comporre gran parte della prima bozza della Dichiarazione dei sentimenti

La Convenzione di Seneca Falls è stata la prima convenzione sui diritti delle donne. Si pubblicizzava come "una convenzione per discutere la condizione sociale, civile e religiosa e i diritti della donna". Tenuta nella Wesleyan Chapel della città di Seneca Falls, New York, si svolse per due giorni tra il 19 e il 20 luglio 1848. Attirando un'attenzione diffusa, fu presto seguita da altre convenzioni sui diritti delle donne, tra cui la Rochester Women's Rights Convention a Rochester, New York, due settimane dopo. Nel 1850 la prima di una serie annuale di Convenzioni nazionali per i diritti delle donne si riunì a Worcester, Massachusetts.
Donne quacchere locali della zona hanno organizzato l'incontro insieme a Elizabeth Cady Stanton, che non era una quacchera. Hanno pianificato l'evento durante una visita alla zona da Filadelfia pianificata da Lucretia Mott. La Mott, una quacchera, era famosa per la sua capacità oratoria, che era rara per le donne non quacchere in un'epoca in cui alle donne spesso non era permesso di parlare in pubblico.
L'incontro comprendeva sei sessioni, tra cui una conferenza sulla legge, una presentazione divertente e molteplici discussioni sul ruolo delle donne nella società. Stanton e le donne quacchere hanno presentato due documenti preparati, la Dichiarazione dei sentimenti e un elenco di risoluzioni di accompagnamento, da discutere e modificare prima di essere proposti alla firma. Si scatenò un acceso dibattito riguardo al diritto di voto delle donne, con molti, tra cui la Mott, che sollecitavano la rimozione di questo concetto, ma Frederick Douglass, che era l'unico partecipante afroamericano alla convenzione, sostenne eloquentemente la sua inclusione e la risoluzione sul suffragio fu mantenuta. Esattamente 100 dei circa 300 partecipanti hanno firmato il documento, per lo più donne.
Il congresso fu visto da alcuni dei suoi contemporanei, inclusa la relatrice Mott, come un passo importante tra molti altri nel continuo sforzo delle donne di ottenere per sé stesse una maggiore proporzione di diritti sociali, civili e morali, mentre fu visto da altri come un inizio rivoluzionario nella lotta delle donne per la completa uguaglianza con gli uomini. Stanton considerava la Convenzione di Seneca Falls l'inizio del movimento per i diritti delle donne, un'opinione che trovò eco nella Storia del suffragio femminile, che Stanton aveva coscritto.
Secondo Judith Wellman, storica della convenzione, la Dichiarazione dei sentimenti della convenzione divenne "il fattore più importante nella diffusione delle notizie sul movimento per i diritti delle donne in tutto il paese nel 1848 e nel futuro". Al tempo della Convenzione nazionale sui diritti delle donne del 1851, la questione del diritto di voto delle donne era diventata un principio centrale del movimento per i diritti delle donne degli Stati Uniti. Queste convenzioni divennero eventi annuali fino allo scoppio della guerra civile americana nel 1861.

## Contesto

### Il movimento di riforma
Nei decenni precedenti al 1848, un piccolo numero di donne iniziò a opporsi alle restrizioni imposte loro dalla società. Alcuni uomini aiutarono in questo sforzo. Nel 1831, il reverendo Charles Grandison Finney iniziò a consentire alle donne di pregare ad alta voce in riunioni di uomini e donne. Il secondo grande risveglio stava sfidando i ruoli tradizionali delle donne nella religione. Ricordando l'era del 1870, Paulina Wright Davis stabilì la decisione di Finney come l'inizio del movimento di riforma delle donne americane.

### Le donne nell'abolizionismo
A partire dal 1832, l'abolizionista e giornalista William Lloyd Garrison organizzò associazioni contro la schiavitù che incoraggiavano la piena partecipazione delle donne. Le idee di Garrison non furono accolte con favore dalla maggioranza degli altri abolizionisti, e coloro che non erano disposti a includere le donne si separarono da lui per formare altre società abolizioniste.

Nel 1830 Lydia Maria Child scrisse per incoraggiare le donne a scrivere un testamento e Frances Wright scrisse libri sui diritti delle donne e sulla riforma sociale. Le sorelle Grimké pubblicarono le loro opinioni contro la schiavitù alla fine degli anni 1830 e iniziarono a parlare a gruppi misti di uomini e donne per l'American Anti-Slavery Society di Garrison, così come Abby Kelley. Anche se queste donne tenevano conferenze principalmente sui mali della schiavitù, il fatto che una donna parlasse in pubblico era di per sé una posizione degna di nota a favore della causa dei diritti delle donne. Ernestine Rose iniziò a tenere conferenze nel 1836 a gruppi di donne sul tema della "scienza del governo" che includeva l'emancipazione delle donne.

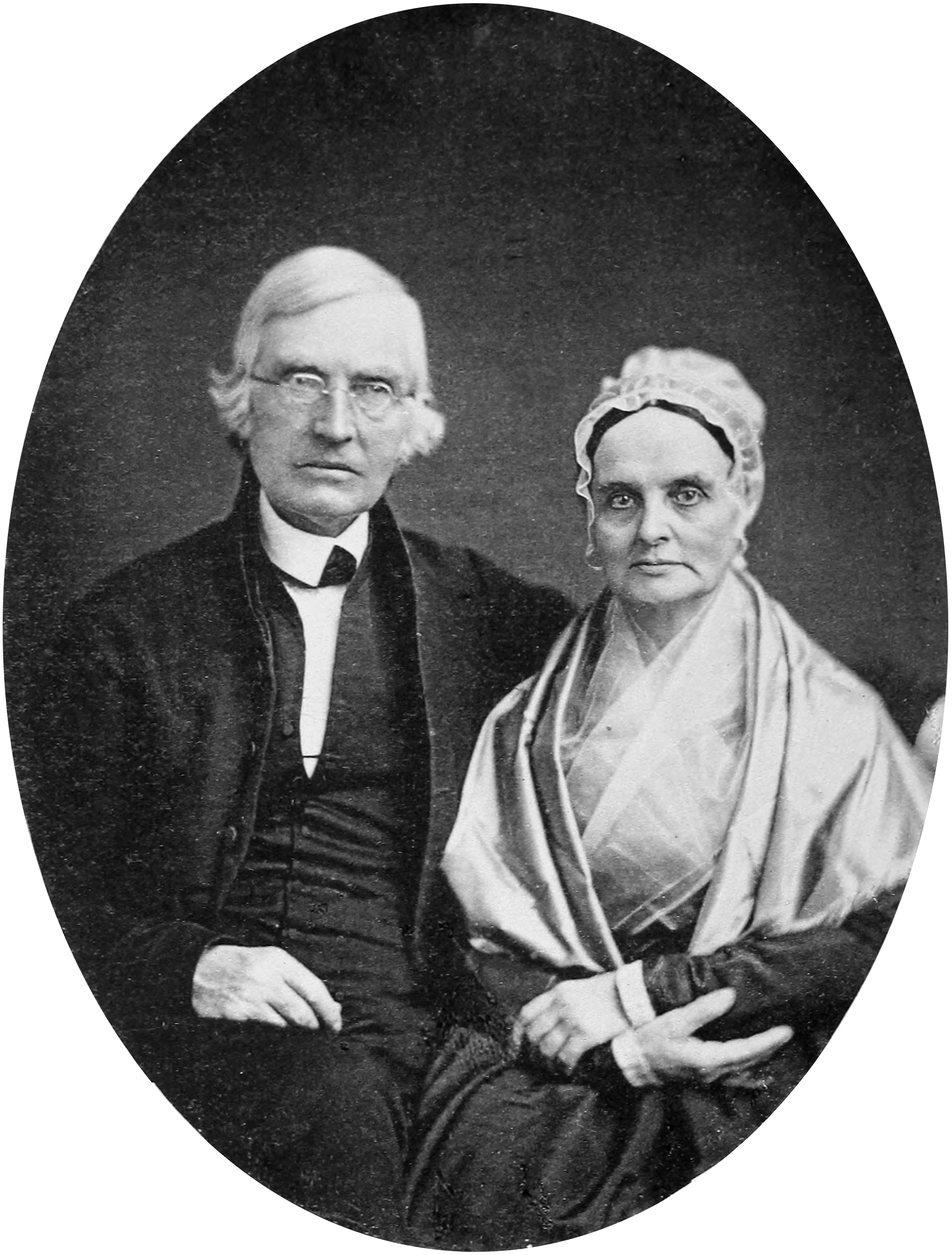
James e Lucretia Mott

Nel 1840, su sollecitazione di Garrison e Wendell Phillips, Lucretia Coffin Mott ed Elizabeth Cady Stanton viaggiarono con i loro mariti e una dozzina di altri abolizionisti americani, maschi e femmine, a Londra per la prima Convenzione mondiale contro la schiavitù, con l'aspettativa che la mozione mettesse in atto la prima Convenzione mondiale contro la schiavitù proposta da Phillips di includere la partecipazione delle donne alla convenzione sarebbe stata controversa. A Londra la proposta è stata respinta dopo un'intera giornata di dibattito; le donne potevano ascoltare dalla tribuna ma non potevano parlare o votare. Mott e Stanton divennero amiche a Londra e nel viaggio di ritorno e insieme pianificarono di organizzare la propria convenzione per promuovere la causa dei diritti delle donne, separata dalle preoccupazioni abolizioniste. Nel 1842 Thomas M'Clintock e sua moglie Mary Ann divennero membri fondatori della Western New York Anti-Slavery Society e contribuirono a scrivere la sua costituzione. Quando si trasferì a Rochester nel 1847, Frederick Douglass si unì ad Amy e Isaac Post e ai M'Clintock in questo capitolo della American Anti-Slavery Society di Rochester.

### I diritti delle donne
Nel 1839 a Boston Margaret Fuller iniziò a tenere conversazioni, simili ai salotti letterari francesi, tra le donne interessate a discutere i "grandi problemi" che affliggevano il loro sesso. Sophia Ripley era una delle partecipanti. Nel 1843 la Fuller pubblicò The Great Lawsuit, chiedendo alle donne di dichiararsi autosufficienti.
Negli anni 1840 le donne in America stavano cercando di ottenere un maggiore controllo sulla loro vita. Mariti e padri dirigevano la vita delle donne e molte porte erano chiuse alla partecipazione femminile. Gli statuti statali e la common law proibivano alle donne di ereditare proprietà, firmare contratti, prestare servizio nelle giurie e votare alle elezioni. Le prospettive occupazionali delle donne erano scarse: potevano aspettarsi di ottenere solo pochissimi lavori legati ai servizi e venivano pagate circa la metà di quanto venivano pagati gli uomini per lo stesso lavoro. In Massachusetts la Brook Farm fu fondata da Sophia Ripley e suo marito George Ripley nel 1841 come tentativo di trovare un modo in cui uomini e donne potessero lavorare insieme, con le donne che ricevevano lo stesso compenso degli uomini. L'esperimento fallì.
Nell'autunno del 1841 Elizabeth Cady Stanton tenne il suo primo discorso pubblico sul tema del movimento della temperanza davanti a 100 donne a Seneca Falls. Scrisse alla sua amica Elizabeth J. Neal di aver commosso sé stessa e il pubblico fino alle lacrime, dicendo:  "Ho instillato nel mio discorso una dose omeopatica dei diritti della donna, come faccio in molte conversazioni private".
Lucretia Mott incontrò Elizabeth Cady Stanton a Boston nel 1842 e discusse nuovamente la possibilità di una convenzione sui diritti delle donne. Parlarono ancora una volta nel 1847, prima che la Stanton si trasferisse da Boston a Seneca Falls.
I gruppi femminili guidati da Lucretia Mott e Paulina Wright Davis tennero riunioni pubbliche a Filadelfia a partire dal 1846. Nel 1847 un ampio gruppo di abolizionisti favorevoli ai diritti delle donne iniziò a discutere la possibilità di tenere una convenzione interamente dedicata ai diritti delle donne. Nell'ottobre 1847 Lucy Stone tenne il suo primo discorso pubblico sul tema dei diritti delle donne, intitolato The Province of Women, nella chiesa di suo fratello Bowman Stone a Gardner, nel Massachusetts.
Nel marzo del 1848 Garrison, i Mott, Abby Kelley Foster, Stephen Symonds Foster e altri organizzarono un incontro anti-sabbath a Boston per lavorare all'eliminazione delle leggi che si applicano solo alla domenica e per guadagnare al lavoratore più tempo lontano dal lavoro, di un solo giorno di riposo alla settimana. Lucretia Mott e altre due donne erano attive nel comitato esecutivo e la Mott parlò all'assemblea. Lucretia Mott sollevò interrogativi sulla validità di seguire ciecamente la tradizione religiosa e sociale.

### Vantaggi politici
Il 7 aprile 1848, in risposta a una petizione di un cittadino, l'Assemblea dello Stato di New York approvò il Married Woman's Property Act,  conferendo alle donne il diritto di conservare la proprietà portata con il matrimonio, così come la proprietà acquisita durante il matrimonio. I creditori non potevano pignorare i beni della moglie per pagare i debiti del marito. Prima dell'approvazione di questa legge, nel 1846, i sostenitori pubblicarono un opuscolo, probabilmente scritto dal giudice John Fine, che faceva affidamento sulla familiarità dei suoi lettori con la Dichiarazione di Indipendenza degli Stati Uniti per chiedere "Che tutti siano creati liberi ed uguali..." e che questa idea dovrebbe applicarsi allo stesso modo ai sessi. «Le donne, così come gli uomini, hanno diritto al pieno godimento delle sue benedizioni pratiche». Un gruppo di 44 donne sposate della parte occidentale di New York scrisse all'Assemblea nel marzo 1848, dicendo che "la vostra Dichiarazione di Indipendenza dichiara che i governi traggono i loro giusti poteri dal consenso dei governati". E poiché le donne non hanno mai acconsentito, non sono state rappresentate o riconosciute da questo governo, è evidente che in giustizia non si può rivendicare loro alcuna fedeltà... Essendo state ignorate le nostre numerose e annuali petizioni per questo obiettivo così desiderabile, ora chiediamo alla vostra augusta organizzazione di abolire tutte le leggi che ritengono le donne sposate più responsabili dei loro atti rispetto ai bambini, agli idioti e ai pazzi".

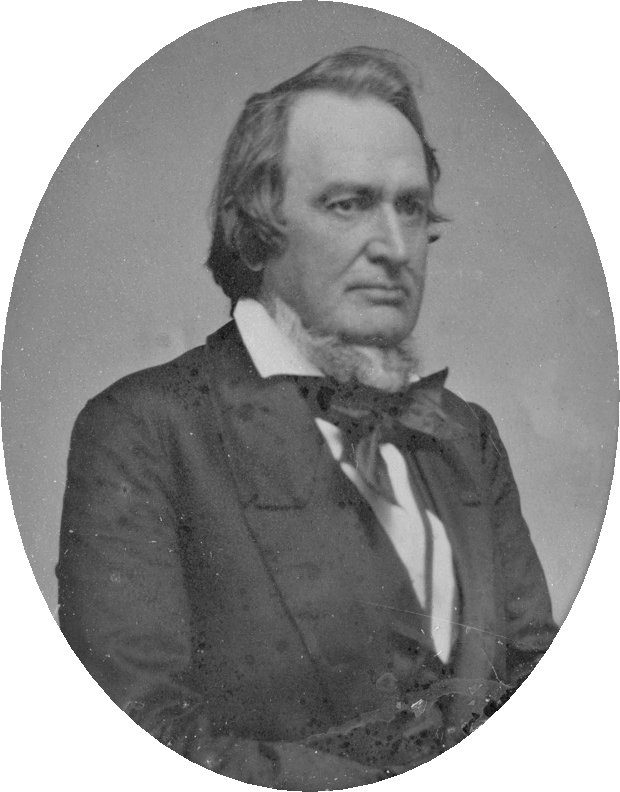
Gerrit Smith fece del suffragio femminile un asse nella piattaforma del Partito della Libertà il 14-15 giugno 1848

New York, tuttavia, non fu pioniere in questo caso. Già nel febbraio 1839 il Mississippi aveva emanato la sua propria legge sulla proprietà delle donne sposate, la prima legge statale in assoluto per consentire alle donne sposate di possedere e amministrare autonomamente i beni, uno statuto che fu ampliato nel 1846, 1857, 1868, 1880 e 1890. L'Assemblea generale in Pennsylvania approvò una legge simile sulla proprietà delle donne sposate poche settimane dopo New York, una legge che Lucretia Mott e altri avevano sostenuto. Queste leggi statali progressiste erano viste dalle donne americane come un segno di nuova speranza per i diritti delle donne.
Il 2 giugno 1848, a Rochester, New York, Gerrit Smith fu nominato candidato presidenziale del Liberty Party. Smith era cugino di primo grado di Elizabeth Cady Stanton e i due si divertivano a discutere e discutere questioni politiche e sociali quando lui veniva a trovarla. Alla National Liberty Convention, tenutasi il 14-15 giugno a Buffalo, New York, Smith tenne un discorso importante, includendovi la richiesta di "suffragio universale nel suo senso più ampio del termine, in cui sia le donne sia gli uomini avessero diritto di voto". I delegati approvarono un passaggio nella piattaforma del loro partito che parla di voti per le donne: "Né qui, né in nessun'altra parte del mondo, il diritto di suffragio può estendersi oltre uno dei sessi. Questa esclusione universale della donna ... sostiene, conclusivamente, che non esiste ancora una nazione finora emersa dalla barbarie, e finora praticamente cristiana, che permetta alla donna di elevarsi al livello del genere umano". A questa convenzione, furono espressi cinque voti per chiedere a Lucretia Mott di diventare vicepresidente di Smith: la prima volta negli Stati Uniti che una donna veniva proposta per la carica esecutiva federale.

### Influenza quacchera
Molti membri della Società degli Amici, conosciuti come quaccheri, stabilirono le loro case nella parte occidentale dello Stato di New York, vicino a Seneca Falls. Un ramo particolarmente progressista viveva a Waterloo e dintorni, nella Contea di Seneca. Questi quaccheri si battevano per rapporti coniugali in cui uomini e donne lavorassero e vivessero in uguaglianza.
I M'Clintock arrivarono a Waterloo da una comunità quacchera di Filadelfia. Affittarono la proprietà da Richard P. Hunt, un ricco quacchero e uomo d'affari. Le famiglie M'Clintock e Hunt si opponevano alla schiavitù; entrambe partecipavano al movimento per la produzione libera e le loro case fungevano da stazioni della Underground Railroad.
Sebbene le donne della Società degli Amici avessero predicato, scritto e guidato pubblicamente sin dal 1660, e i principi tradizionali quaccheri sostenessero che uomini e donne erano uguali, le donne quacchere si incontravano separatamente dagli uomini per considerare e decidere gli affari di una congregazione. Nel 1840 alcuni quaccheri Hicksite decisero di riunire donne e uomini nei loro incontri d'affari come espressione della loro uguaglianza spirituale. Nel giugno 1848 circa 200 Hicksiti, inclusi gli Hunt e i M'Clintock, formarono un gruppo quacchero ancora più radicale, noto come Riunione annuale degli amici congregazionali, o Amici Progressisti. Gli Amici Progressisti intendevano elevare ulteriormente l'influenza delle donne negli affari di fede. Introdussero incontri d’affari congiunti tra uomini e donne, dando alle donne la stessa voce.

## Pianificazione

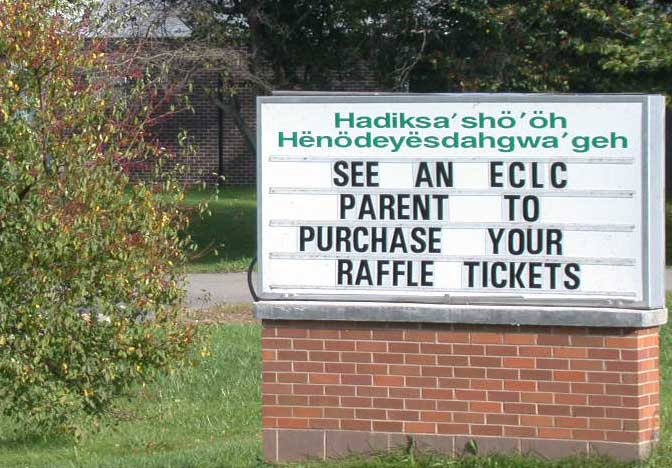
Segnale in lingua irochese nella Riserva di Catttaraugus nella parte occidentale di New York

Lucrezia e James Mott visitarono la parte centrale e occidentale di New York nell'estate del 1848 per una serie di ragioni. Visitarono la Riserva Cattaraugus della Nazione Seneca, che allora faceva parte della Confederazione Irochese; si sapeva che le donne di quella nazione godevano di una posizione forte. I Mott visitarono anche gli ex schiavi che vivevano nella provincia dell'Ontario, in Canada. La Mott era presente all'incontro in cui gli Amici Progressisti lasciarono i quaccheri Hicksite. Hanno anche visitato la sorella di Lucrezia, Martha Coffin Wright ad Auburn, New York, dove Mott predicò ai prigionieri nell'Auburn State Penitentiary. La sua abilità e fama come oratrice attiravano folle ovunque andasse.

### La dichiarazione

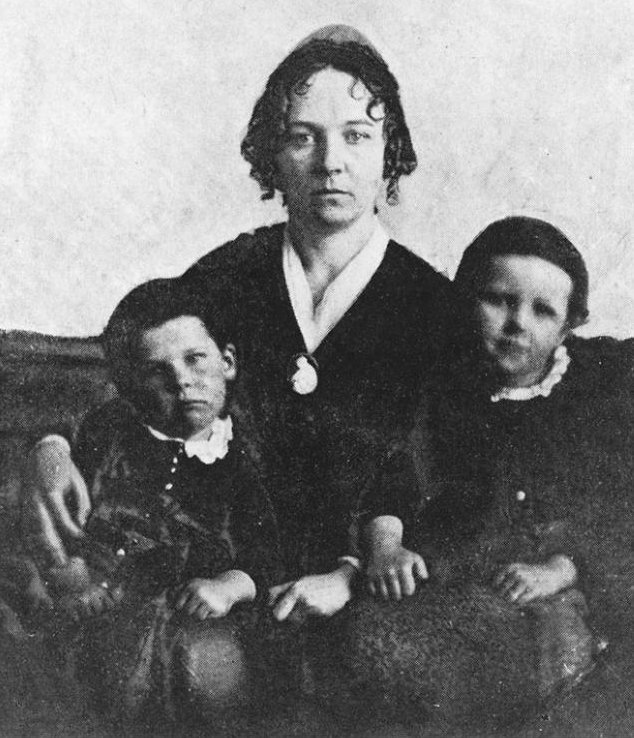
Elizabeth Cady Stanton nel 1848 con due dei suoi tre figli

Dopo il culto quacchero domenica 9 luglio 1848, Lucretia Coffin Mott si unì a Mary Ann M'Clintock, Martha Coffin Wright (l'arguta sorella di Mott, incinta di diversi mesi), Elizabeth Cady Stanton e Jane Hunt per un tè nella casa Hunt a Waterloo. Le due figlie maggiori dei M'Clintock, Elizabeth e Mary Ann Jr. potrebbero aver accompagnato la madre. Jane Hunt aveva partorito due settimane prima e si prendeva cura del bambino a casa. Durante il tè, Stanton, l'unico non quacchero presente, sfogò la frustrazione repressa di una vita, il suo "malcontento accumulato da tempo" sulla posizione di sottomissione delle donne nella società. Le cinque donne decisero di tenere una convenzione sui diritti delle donne nell'immediato futuro, mentre i Mott erano ancora nella zona, e prepararono un annuncio da pubblicare sul Seneca County Courier. L'annuncio iniziava con queste parole: «CONVENZIONE SUI DIRITTI DELLA DONNA. Una Convenzione per discutere della condizione e dei diritti sociali, civili e religiosi della donna». L'avviso specificava che solo le donne sarebbero state invitate agli incontri del primo giorno, il 19 luglio, ma sia le donne sia gli uomini avrebbero potuto partecipare il secondo giorno per ascoltare, tra gli altri, Lucretia Mott. L'11 luglio apparve per la prima volta l'annuncio, dando ai lettori un preavviso di soli otto giorni fino al primo giorno della Convenzione. Altri giornali come il North Star di Douglass raccolsero l'avviso, stampandolo il 14 luglio. Il luogo dell'incontro doveva essere la Wesleyan Methodist Chapel a Seneca Falls. Costruita da una congregazione di abolizionisti e finanziata in parte da Richard Hunt, la cappella era stata teatro di numerose conferenze di riforma ed era considerata l'unico grande edificio nella zona che avrebbe aperto le sue porte a un convegno sui diritti delle donne.

### Dichiarazione, denunce e risoluzioni
Domenica 16 luglio, nella loro casa di Waterloo, i M'Clintock ospitarono una piccola sessione di pianificazione della convention. Mary Ann M'Clintock e le sue figlie maggiori, Elizabeth e Mary Ann Jr., discussero con la Stanton la composizione delle risoluzioni che sarebbero state presentate alla convenzione per l'approvazione. Ciascuna donna si assicurò che le sue preoccupazioni fossero adeguatamente rappresentate nelle dieci risoluzioni che avevano composto. Nel loro insieme, le risoluzioni chiedevano che le donne avessero l'uguaglianza nella famiglia, nell'istruzione, nel lavoro, nella religione e nella morale. Una delle donne M'Clintock scelse la Dichiarazione di Indipendenza del 1776 come modello per la dichiarazione che volevano fare alla loro convention. La Dichiarazione dei Sentimenti fu quindi redatta nel salotto su un tavolo da tè rotondo in mogano a tre gambe. La Stanton modificò alcune parole della Dichiarazione di Indipendenza per renderla appropriata per una dichiarazione da parte delle donne, sostituendo "La storia dell’attuale Re di Gran Bretagna” con "La storia dell’umanità” come base per le "usurpazioni sulla parte dell'uomo verso la donna".  Le donne aggiunsero la frase "e le donne" per esprimere "... tutti gli uomini e le donne sono creati uguali..." Un elenco di rimostranze fu composto per formare la seconda parte della Dichiarazione.
Tra il 16 e il 19 luglio, a casa, sulla sua scrivania, Stanton ha redatto le lamentele e le risoluzioni. Henry Brewster Stanton, avvocato, politico e marito della Stanton, contribuì a comprovare il documento individuando "estratti di leggi che vanno ingiustamente contro gli interessi di proprietà delle donne". Da sola, Stanton ha aggiunto un punto più radicale all'elenco delle lamentele e alle risoluzioni: la questione del diritto di voto delle donne. Alle lamentele, ha aggiunto "Non le ha mai permesso di esercitare il suo diritto inalienabile al diritto di voto elettivo", e ai Sentimenti ha aggiunto una frase sull'uomo che priva la donna del "diritto di voto elettivo, lasciandola così senza rappresentanza nelle aule della legislazione..." Copiò la Dichiarazione e le risoluzioni nella bozza finale da presentare alla riunione. Quando vide l'aggiunta del suffragio femminile, Henry Stanton avvertì sua moglie "trasformerai il procedimento in una farsa". Lui, come la maggior parte degli uomini del suo tempo, non era favorevole al fatto che le donne ottenessero il diritto di voto. Poiché intendeva candidarsi per una carica elettiva, lasciò Seneca Falls per evitare di essere collegato a una convenzione che promuoveva una causa così impopolare. Elizabeth Cady Stanton chiese a sua sorella Harriet Cady Eaton di accompagnarla; Eaton ha portato il suo giovane figlio Daniel.
Il 16 luglio, Lucretia Mott inviò una nota alla Stanton scusandosi in anticipo per James Mott che non aveva potuto partecipare il primo giorno, poiché si sentiva "piuttosto male". Lucretia Mott scrisse per dire che avrebbe portato sua sorella, Martha Wright, e che le due donne avrebbero partecipato a entrambi i giorni della convention.

## Primo giorno
Il 19 luglio 1848, la mattina del primo giorno del congresso, il comitato organizzatore arrivò alla cappella metodista Wesleyan poco prima delle dieci di una giornata calda e soleggiata e trovò una folla radunata fuori e le porte della chiesa chiuse: un dettaglio trascurato. Il giovane nipote di Stanton, Daniel, è stato sollevato attraverso una finestra aperta in modo che potesse aprire le porte dall'interno. Anche se la prima sessione era stata annunciata come riservata esclusivamente alle donne, alcuni bambini di entrambi i sessi erano stati portati dalle loro madri, e circa 40 uomini si aspettavano di partecipare. Gli uomini non sono stati allontanati, ma è stato loro chiesto di rimanere in silenzio. Mary Ann M'Clintock Jr., 26 anni, è stata nominata segretaria, per prendere appunti.

### Sessione mattutina

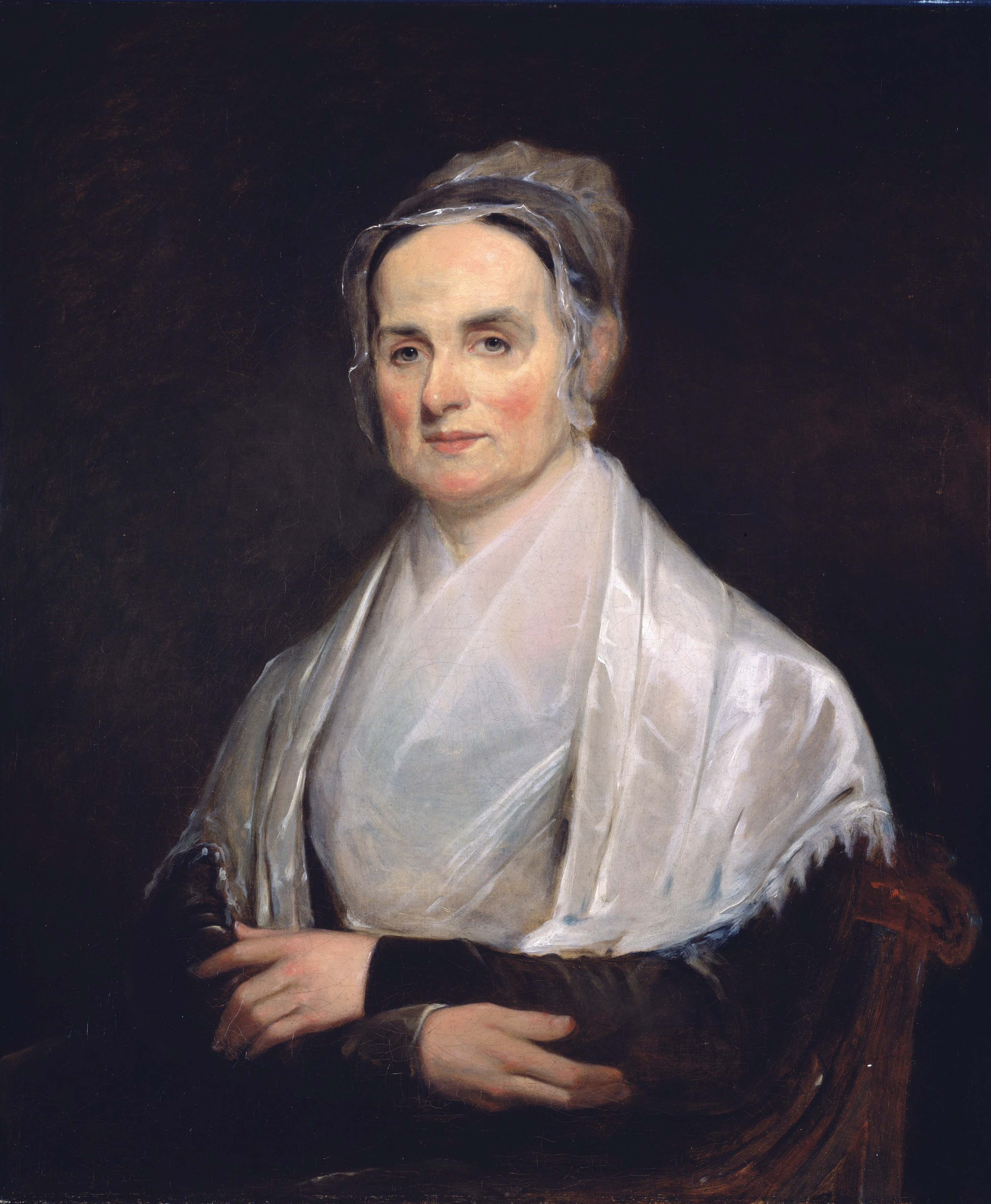
Lucretia Mott è stata descritta come "l'anima toccante dell'occasione"

A partire dalle 11, Elizabeth Cady Stanton parlò per prima, esortando ciascuna donna del pubblico ad accettare la responsabilità della propria vita e a "comprendere l'altezza, la profondità, la lunghezza e l'ampiezza del proprio degrado". Lucretia Mott ha poi parlato, incoraggiando tutti a farsi carico della causa. Stanton lesse la Dichiarazione dei Sentimenti nella sua interezza, quindi rilesse ogni paragrafo in modo da poterlo discutere a lungo e incorporare le modifiche. È stata discussa la questione se sarebbero state richieste le firme degli uomini per la Dichiarazione, con il voto che sembrava favorevole all'inclusione degli uomini, ma la mozione è stata depositata fino al giorno successivo, quando gli uomini stessi avrebbero potuto partecipare. La prima sessione è stata tolta alle 14:30.

### Sessione pomeridiana
Dopo una pausa per rinfrescarsi sotto i 30 °C, iniziò una sessione pomeridiana con Stanton e poi Mott che si rivolgevano al pubblico. La Dichiarazione dei Sentimenti è stata letta di nuovo e sono state apportate ulteriori modifiche. Le risoluzioni, che ora sono undici con l'aggiunta del suffragio femminile da parte di Stanton, furono lette ad alta voce e discusse. Lucretia Mott lesse un articolo di giornale umoristico scritto da sua sorella Martha Wright in cui Wright si chiedeva perché, dopo che una madre oberata di lavoro aveva completato la miriade di compiti quotidiani che erano richiesti a lei ma non a suo marito, era lei quella su cui i consigli scritti erano "così generosamente elargiti".  La ventisettenne Elizabeth W. M'Clintock pronunciò quindi un discorso e gli affari del primo giorno furono conclusi.

### Discorso serale
In serata l'incontro è stato aperto a tutti e Lucretia Mott si rivolse a un vasto pubblico. Parlò dei progressi di altri movimenti di riforma e ha così inquadrato per i suoi ascoltatori il contesto sociale e morale della lotta per i diritti delle donne. Ha chiesto agli uomini presenti di aiutare le donne a ottenere l'uguaglianza che meritavano. Il redattore del National Reformer , un giornale di Auburn, New York, riferì che il discorso serale estemporaneo della Mott era "uno dei discorsi più eloquenti, logici e filosofici che abbiamo mai ascoltato".

## Secondo giorno
Il secondo giorno partecipò una folla più numerosa, inclusi più uomini. Amelia Bloomer arrivò tardi e prese posto nella galleria al piano superiore, non essendone rimasto nessuno nell'area del salone principale. Il quacchero James Mott stava abbastanza bene per partecipare e presiedette la riunione mattutina; era ancora un concetto troppo radicale che una donna fungesse da presidente davanti sia agli uomini sia alle donne.

### Sessione mattutina, secondo giorno
Dopo che Mott ebbe aperto la riunione, furono letti i verbali del giorno precedente e la Stanton presentò la Dichiarazione dei sentimenti. Riguardo alla lamentela "Le ha tolto tutti i diritti sulla proprietà, anche sul salario che guadagna", il deputato Ansel Bascom affermò di essere stato recentemente all'Assemblea dello Stato di New York che aveva approvato la legge sulla proprietà della donna sposata. Bascom parlò a lungo dei diritti di proprietà garantiti alle donne sposate, compresi i beni acquisiti dopo il matrimonio. Seguì un'ulteriore discussione sulla Dichiarazione, compresi i commenti di Frederick Douglass, Thomas e Mary Ann M'Clintock e Amy Post; il documento è stato adottato all'unanimità. La questione delle firme degli uomini è stata risolta prevedendo due sezioni di firme, una per le donne seguita da una per gli uomini. Cento dei 300 presenti firmarono la Dichiarazione dei Sentimenti, di cui 68 donne e 32 uomini. Amelia Bloomer è stata una dei partecipanti che non hanno approvato la Dichiarazione; a quel tempo era concentrata sul movimento per la temperanza.  Ansel Bascom è stato il partecipante più cospicuo che ha scelto di non firmare la Dichiarazione. Il National Reformer ha riferito che coloro tra il pubblico che evidentemente consideravano la Dichiarazione "troppo audace e ultras", compresi gli avvocati noti per essere contrari alla parità di diritti delle donne, "non sono riusciti a denunciare alcuna opposizione, tranne che in un'attigua SALA BAR".

### Sessione pomeridiana, secondo giorno

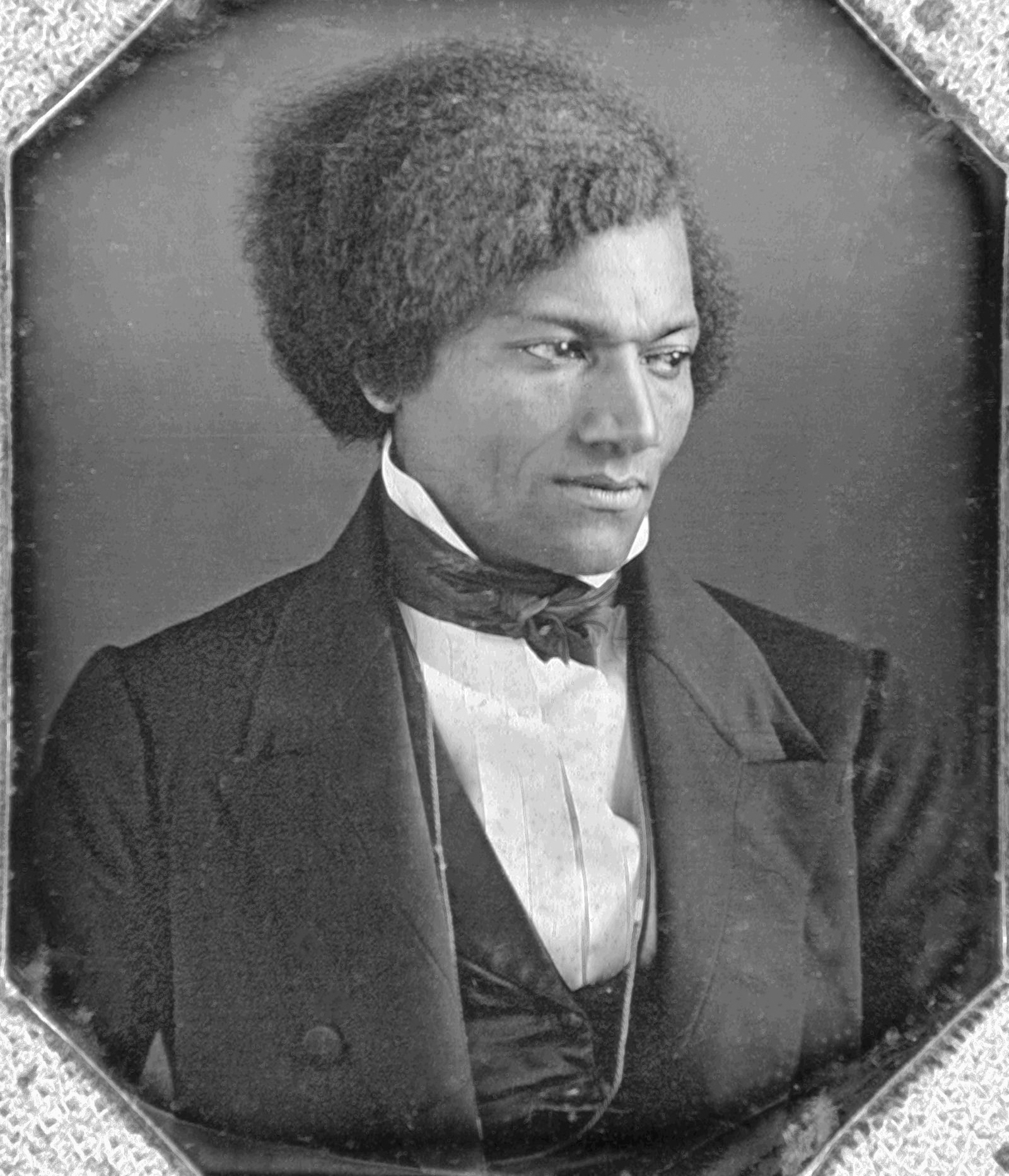
Frederick Douglass si alzò in piedi per parlare a favore del diritto di voto delle donne

Nella sessione pomeridiana sono state lette nuovamente le undici risoluzioni e ciascuna è stata votata individualmente. L'unica che è stata materialmente messa in discussione è stato la nona, quella aggiunta dalla Stanton riguardo al diritto di voto delle donne. Esso recita:
Coloro che si sono opposti a questa risoluzione hanno sostenuto che la sua presenza avrebbe fatto perdere sostegno alle altre risoluzioni più razionali.  Altri hanno sostenuto che dovrebbero essere affrontati solo i diritti sociali, civili e religiosi delle donne, non i diritti politici. James e Lucretia Mott erano contrari alla risoluzione; Lucrezia disse alla Stanton: "Perché Lizzie, ci renderai ridicoli". La Stanton difese il concetto di suffragio femminile, affermando che le donne sarebbero quindi in grado di influenzare la legislazione futura e ottenere ulteriori diritti. Frederick Douglass, l'unico afroamericano presente alla riunione, si alzò e parlò eloquentemente a favore; ha detto che non avrebbe potuto accettare il diritto di votare sé stesso come uomo di colore se anche le donne non avessero potuto rivendicare quel diritto. Douglass prevedeva che il mondo sarebbe un posto migliore se le donne fossero coinvolte nella sfera politica. "In questa negazione del diritto di partecipare al governo non avviene semplicemente la degradazione della donna e il perpetuarsi di una grande ingiustizia, ma la mutilazione e il ripudio di metà del potere morale e intellettuale del governo del mondo".  Le potenti parole di Douglass suonarono vere tra i molti presenti e la risoluzione fu approvata a larga maggioranza. Lucretia Mott è intervenuta per concludere la sessione.

### Sessione serale, secondo giorno
Il quacchero Thomas M'Clintock ha presieduto la sessione serale, aprendola alle sette e mezza. Fu letto il verbale, poi la Stanton parlò in difesa delle numerose e gravi accuse mosse contro i tanto abusati "Signori della Creazione". Seguendo lei, Thomas M'Clintock lesse diversi passaggi delle leggi di Sir William Blackstone, per esporre al pubblico le basi dell'attuale condizione legale di servitù della donna nei confronti dell'uomo. Lucretia Mott si alzò per offrire un'altra risoluzione: "Chiarito, che il rapido successo della nostra causa dipende dagli sforzi zelanti e instancabili di uomini e donne, per il rovesciamento del monopolio del pulpito e per assicurare alle donne una partecipazione paritaria con gli uomini nei vari mestieri, professioni e commerci". Questa, la dodicesima risoluzione, fu approvata.
Mary Ann M'Clintock Jr. ha parlato brevemente, invitando la donna a risvegliarsi dal suo letargo e a essere fedele a sé stessa e al suo Dio. Douglass si alzò nuovamente per parlare a sostegno della causa della donna.  Lucretia Mott parlò per un'ora con uno dei suoi «appelli più belli e spirituali». Sebbene la reputazione di Lucretia Mott come oratrice attirò il pubblico, Mott riconobbe Elizabeth Cady Stanton e Mary Ann M'Clintock come i "capo pianificatori e architetti" della convenzione. Per chiudere l'incontro, fu nominato un comitato per modificare e pubblicare gli atti della convenzione, con Amy Post, Eunice Newton Foote, Mary Ann M'Clintock Jr., Elizabeth W. M'Clintock e la Stanton in servizio.

## Successivamente

### Notiziari
I giornali locali hanno pubblicato resoconti del convegno, alcuni positivi, altri no. Il National Reformer riferì che la convenzione "costituisce un'era nel progresso dell'epoca; essendo la prima convenzione del genere mai tenuta, e una la cui influenza non cesserà finché alla donna non saranno garantiti tutti i diritti di cui ora gode l'altra metà del creato: Sociale, Civile e POLITICA".  L'Oneida Whig non approvò la convenzione, scrivendo la Dichiarazione: "Questo fulmine è l'incidente più scioccante e innaturale mai registrato nella storia della femminilità. Se le nostre signore insisteranno nel votare e legiferare, dove, signore, dove saranno i nostri pranzi e la nostra socializzazione? Dove saranno i nostri focolari domestici e i buchi delle nostre calze?"
Presto i giornali di tutto il paese ripresero la storia. Le reazioni furono molto diverse. In Massachusetts, il Lowell Courier pubblicò la sua opinione secondo cui, con l'uguaglianza delle donne, "i signori devono lavare i piatti, strofinare, essere messi nella vasca, maneggiare la scopa, rammendare le calze".  A St. Louis, Missouri, il Daily Reveille ha strombazzato che "la bandiera dell'indipendenza è stata issata per la seconda volta su questa sponda dell'Atlantico". Horace Greeley sul New York Tribune scrisse: "Quando a un repubblicano sincero viene chiesto di dire con sobrietà e serietà quale ragione adeguata può fornire, per rifiutare la richiesta delle donne di una partecipazione paritaria con gli uomini ai diritti politici, deve rispondere, Nessuna. Per quanto imprudente ed errata sia la richiesta, non è altro che l'affermazione di un diritto naturale, e tale deve essere concesso".

### Reazione religiosa
Alcuni ministri a capo di congregazioni della zona hanno partecipato alla Convenzione di Seneca Falls, ma nessuno ha parlato durante le sessioni, nemmeno quando sono stati invitati a commentare dall'aula. Domenica 23 luglio molti dei partecipanti, e molti altri che non vi avevano partecipato, hanno attaccato la Convenzione, la Dichiarazione dei Sentimenti e le risoluzioni. Le donne nelle congregazioni facevano rapporto alla Stanton, che considerava codarde le azioni dei ministri; nelle loro congregazioni nessuno sarebbe autorizzato a replicare.

### Altre convenzioni
I firmatari della Dichiarazione dei Sentimenti auspicavano "una serie di Convenzioni, che abbracciassero ogni parte del Paese" per seguire il loro incontro. A causa della fama e del potere di attrazione di Lucretia Mott, che non sarebbe rimasta nell'area dello Stato di New York per molto tempo, alcuni dei partecipanti a Seneca Falls organizzarono la Rochester Women's Rights Convention due settimane dopo a Rochester, New York, con Lucretia. Mott come relatore principale. A differenza della Convenzione di Seneca Falls, la convenzione di Rochester compì il passo controverso di eleggere una donna, Abigail Bush, come suo presidente. Nei due anni successivi, "l'infanzia... del movimento", furono indette altre convenzioni locali e statali sui diritti delle donne in Ohio, Indiana e Pennsylvania.
Charlotte Woodward, sola tra i 100 firmatari, era l'unica ancora in vita nel 1920 quando venne approvato il XIX emendamento della Costituzione degli Stati Uniti d'America. Woodward non stava abbastanza bene per votare lei stessa.

### Rimembranze
Un francobollo fu emesso nel 1948 in ricordo della Convenzione di Seneca Falls, con Elizabeth Cady Stanton, Carrie Chapman Catt e Lucretia Mott come parte di una celebrazione del centenario a Seneca Falls.
Nel 1980 fu istituito il Parco Storico Nazionale dei Diritti delle Donne e copre un totale di 6,83 acri (27 600 m2) di terreno a Seneca Falls e nella vicina Waterloo, New York, USA. Il parco è costituito da quattro importanti proprietà storiche, tra cui la Wesleyan Methodist Church, che fu sede della Convenzione di Seneca Falls, la casa di Elizabeth Cady Stanton e la casa M'Clintock House, che era il luogo in cui furono scritti la Dichiarazione dei sentimenti, le risoluzioni e i discorsi redatti per la Convenzione di Seneca Falls. La Wesleyan Methodist Church e la M'Clintock House furono inserite nel Registro nazionale dei luoghi storici nel 1980.
Nel 1998 la First Lady Hillary Clinton tenne un discorso in occasione del 150º anniversario della Convenzione di Seneca Falls.
Nel 2015, #FindtheSentiments è stato lanciato dalla Casa Bianca sotto la presidenza di Barack Obama, nel tentativo di trovare un originale della Dichiarazione dei sentimenti. La richiesta di azione è stata ripresa dai social media e da diversi siti storici. Fino a oggi, i Sentimenti non sono stati trovati.

## Storiografia
Nel 1870, Paulina Wright Davis scrisse una storia del movimento per i diritti delle donne anteguerra, The History of the National Woman's Rights Movement, e ricevette l'approvazione del suo racconto da molte delle suffragette coinvolte, tra cui Lucretia Mott ed Elizabeth Cady Stanton. La versione della Davis attribuiva all'incontro di Seneca Falls del 1848 un ruolo minore, equivalente ad altri incontri locali tenuti da gruppi di donne alla fine degli anni quaranta dell'Ottocento. La Davis stabilì l'inizio del movimento nazionale e internazionale per i diritti delle donne a Worcester, Massachusetts, nel 1850, alla Convenzione nazionale sui diritti delle donne quando furono invitate donne provenienti da molti Stati, la cui influenza si fece sentire in tutto il continente e in Gran Bretagna.  Stanton sembrava essere d'accordo; in un discorso alla convenzione della National American Woman Suffrage Association (NAWSA) nel 1870, sul tema del movimento per i diritti delle donne, disse: "Il movimento in Inghilterra, come in America, può essere datato dalla prima Convenzione nazionale, tenutasi a Worcester, Massachusetts, nell'ottobre 1850."
Nel 1876, nello spirito delle celebrazioni del centenario della nazione, la Stanton e Susan B. Anthony decisero di scrivere una storia più ampia del movimento per i diritti delle donne. Hanno invitato Lucy Stone ad aiutare, ma la Stone rifiutò di far parte del progetto; era dell'opinione che la Stanton e la Anthony non avrebbero rappresentato in modo corretto la divisione divisiva tra NWSA e American Woman Suffrage Association (NAWSA). La Stanton e la Anthony la scrissero senza di lei e, nel 1881, pubblicarono il primo volume della History of Woman Suffrage, e si collocarono in ciascuno dei suoi eventi più importanti, emarginando il contributo della Stone.
Secondo Lisa Tetrault, professoressa di storia delle donne, la Convenzione di Seneca Falls è stata fondamentale per la loro interpretazione della storia del movimento. Né la Stanton né la Anthony erano state alla convenzione del 1850, che era associata ai loro rivali. La Stanton, tuttavia, aveva svolto un ruolo chiave nella Convenzione di Seneca Falls nel 1848, alla quale la Stone non era presente. All'inizio degli anni '70 dell'Ottocento, la Stanton e la Anthony iniziarono a presentare Seneca Falls come l'inizio del movimento per i diritti delle donne, una storia delle origini che minimizzava il ruolo della Stone. Sottolineando che si potrebbe dire che il movimento per i diritti delle donne sia iniziato anche prima di Seneca Falls, la Tetrault ha detto che la Storia del suffragio femminile ha trattato questi eventi precedenti in modo relativamente breve nei suoi primi tre capitoli, il primo dei quali è intitolato "Cause precedenti". Nel volume, la Stanton non menzionò il piano del Partito della Libertà sul suffragio femminile precedente alla Convenzione di Seneca Falls di un mese e non descrisse la Convenzione nazionale sui diritti delle donne di Worcester, organizzata dalla Stone e dalla Davis nel 1850, come l'inizio del movimento per i diritti delle donne. Piuttosto, la Stanton definì la Convenzione contro la schiavitù del 1840 tenutasi a Londra come la nascita del "movimento per il suffragio femminile, sia in Inghilterra sia in America". Posizionò l'incontro di Seneca Falls come il suo esordio politico e lo caratterizzò come l'inizio del movimento per i diritti delle donne, che definì "il più grande movimento per la libertà umana registrato nelle pagine della storia: una richiesta di libertà per metà dell'intera razza".
Stanton lavorò per consacrare la Dichiarazione dei Sentimenti come un trattato fondamentale in diversi modi, non ultimo quello di conferire al piccolo tavolo da tè a tre gambe su cui era composta la prima bozza un'importanza simile a quella della scrivania di Thomas Jefferson sulla quale scrisse la Dichiarazione d'indipendenza. I M'Clintock diedero il tavolo alla Stanton, poi lei lo diede a Susan B. Anthony in occasione del suo ottantesimo compleanno, sebbene la Anthony non avesse preso parte all'incontro di Seneca Falls. In linea con la promozione del tavolo da parte della Stanton come reliquia iconica, gli attivisti per i diritti delle donne lo misero in un posto d'onore in testa alla bara al funerale di Susan B. Anthony il 14 marzo 1906. Successivamente, fu esposto ben visibile sul palco in ciascuno dei più importanti incontri sul suffragio fino al 1920, anche se la denuncia e la risoluzione sul diritto di voto delle donne non erano scritte su di esso. La tavola è conservata presso il National Museum of American History della Smithsonian Institution a Washington, D.C.
Lucretia Mott rifletté nell'agosto 1848 sulle due convenzioni sui diritti delle donne a cui aveva partecipato quell'estate e le considerò non superiori ad altri progetti e missioni in cui era coinvolta. Ha scritto che i due incontri erano stati "molto incoraggianti e danno speranza che questo argomento a lungo trascurato inizierà presto a ricevere l'attenzione che la sua importanza richiede".
La storica Gerda Lerner ha sottolineato che le idee religiose hanno fornito una fonte fondamentale per la Dichiarazione dei sentimenti. La maggior parte delle donne presenti al convegno erano attive nei movimenti quaccheri o metodisti evangelici. Il documento stesso si ispirava agli scritti della quacchera evangelica Sarah Grimké che faceva affermazioni bibliche secondo cui Dio aveva creato la donna uguale all'uomo e che l'uomo aveva usurpato l'autorità di Dio stabilendo una "tirannia assoluta" sulla donna. Secondo l'autore Jami Carlacio, gli scritti della Grimké hanno aperto gli occhi del pubblico su idee come i diritti delle donne e, per la prima volta, erano disposti a mettere in discussione le nozioni convenzionali sulla subordinazione delle donne.

### Fonti secondarie
- (EN) Paul Buhle e Mari Jo Buhle, The Concise History of Woman Suffrage: Selections from History of Woman Suffrage, Edited by Elizabeth Cady Stanton, Susan B. Anthony, Matilda Joslyn Gage, and the National American Woman Suffrage Association, University of Illinois Press, 1978, ISBN 978-0-252-07276-5. URL consultato il 22 luglio 2024.
- Jami Carlacio, 'Ye Knew Your Duty, but Ye Did It Not': The Epistolary Rhetoric of Sarah Grimke, in Rhetoric Review, vol. 21, n. 3, 2002,  pp. 247-63, DOI:10.1207/S15327981RR2103_3.
- (EN) Lynn Dumenil, The Oxford Encyclopedia of American Social History, New York, Oxford University Press, 7 giugno 2012, ISBN 978-0-19-974336-0. URL consultato il 22 luglio 2024.
- (EN) Carol Faulkner, Lucretia Mott's Heresy: Abolition and Women's Rights in Nineteenth-Century America, University of Pennsylvania Press, 10 maggio 2011, ISBN 978-0-8122-0500-8. URL consultato il 22 luglio 2024.
- Hankins, Barry. The Second Great Awakening and the Transcendentalists. Westport, Connecticut: Greenwood Press, 2004. ISBN 0-313-31848-4
- (EN) Nancy Isenberg, Sex and Citizenship in Antebellum America, University of North Carolina Press, 1998, ISBN 978-0-8078-4746-6. URL consultato il 22 luglio 2024.
- (EN) Andrea Moore Kerr, Lucy Stone: Speaking Out for Equality, New Jersey: Rutgers University Press, 1992, ISBN 978-0-8135-1860-2. URL consultato il 22 luglio 2024.
- (EN) Gerda Lerner e Sarah Moore Grimké, The Feminist Thought of Sarah Grimké, Oxford University Press, 1998, ISBN 978-0-19-510605-3. URL consultato il 22 luglio 2024.
- (EN) Bonnie G. Mani, Women, Power, and Political Change, Lexington Books, 2007, ISBN 978-0-7391-1890-0. URL consultato il 22 luglio 2024.
- (EN) Sally Gregory McMillen, Seneca Falls and the Origins of the Women's Rights Movement, Oxford University Press, ISBN 978-0-19-975860-9. URL consultato il 22 luglio 2024.
- (EN) Tetrault, Lisa, The Myth of Seneca Falls: Memory and the Women's Suffrage Movement 1848–1898, su h-net.org, 2014.
- (EN) Judith Wellman, The Road to Seneca Falls: Elizabeth Cady Stanton and the First Woman's Rights Convention, University of Illinois Press, 13 ottobre 2004, ISBN 978-0-252-02904-2. URL consultato il 22 luglio 2024.

### Fonti primarie
- (EN) Elizabeth Cady Stanton, Susan Brownell Anthony e Matilda Joslyn Gage, History of Woman Suffrage, vol. 1, Susan B. Anthony, 1889. URL consultato il 22 luglio 2024.
- (EN) Elizabeth Cady Stanton, Elizabeth Cady Stanton, As Revealed in Her Letters, Diary and Reminiscences, a cura di Theodore Stanton, Harriot Stanton Blatch, Harper & Bros., 1922. URL consultato il 22 luglio 2024.
- (EN) Elizabeth Cady Stanton, The Selected Papers of Elizabeth Cady Stanton and Susan B. Anthony: In the school of anti-slavery, 1840 to 1866, a cura di Ann D. Gordon, Tamara Gaskell Miller, Rutgers University Press, 1997, ISBN 978-0-8135-2317-0. URL consultato il 22 luglio 2024.

### Ulteriori letture
- (EN) Jean H. Baker, Sisters: The Lives of America's Suffragists, New York, Hill and Wang, 2005, ISBN 0-8090-9528-9.
- (EN) Jean H. Baker, Votes for Women: The Struggle for Suffrage Revisited, Oxford University Press, 14 marzo 2002, ISBN 978-0-19-802983-0. URL consultato il 22 luglio 2024.
- (EN) Alice Stone Blackwell, Lucy Stone: Pioneer of Woman's Rights, Charlottesville e Londra, University of Virginia Press, 2001, ISBN 978-0-8139-1990-4. URL consultato il 22 luglio 2024.
- Capron, E.W. "National Reformer." National Reform Nomination For President Gerrit Smith of New York 3 August 1848.
- (EN) Peter P. Hinks, John R. McKivigan e R. Owen Williams, Encyclopedia of Antislavery and Abolition: Greenwood Milestones in African American History, Westport, Conn., Greenwood Press, 2007, ISBN 978-0-313-33143-5. URL consultato il 22 luglio 2024.
- (EN) Lucy Stone e Antoinette Louisa Brown Blackwell, Friends and Sisters: Letters Between Lucy Stone e Antoinette Brown Blackwell, 1846-93, a cura di Lasser, Carol, Merrill, Marlene Deahl, University of Illinois Press, 1987, ISBN 978-0-252-01396-6. URL consultato il 22 luglio 2024.
- (EN) Elizabeth R. Osborn, The Seneca Falls Convention: Teaching about the Rights of Women and the Heritage of the Declaration of Independence, ERIC Digest.
- (EN) Lisa Marsh Ryerson, Falls revisited: Reflections on the legacy of the 1848 Women's Rights Convention, in Vital Speeches of the Day, vol. 65, 11ª ed., 1999,  pp. 327-31.
- (EN) Suzanne O'Dea e Suzanne O'Dea Schenken, From Suffrage to the Senate [2 Volumes]: An Encyclopedia of American Women in Politics, Santa Barbara, Bloomsbury Academic, 2000,  pp. 644-646, ISBN 978-0-87436-960-1. URL consultato il 22 luglio 2024.
- (EN) Dale Spender, Women of Ideas and what Men Have Done to Them: From Aphra Behn to Adrienne Rich, Londra, Ark Paperbacks, Routledge & Kegan Paul, 1983-01,  pp. 347-357, ISBN 978-0-7448-0003-6. URL consultato il 22 luglio 2024.
- (EN) Christine Stansell, The Road From Seneca Falls, in The New Republic, vol. 219, 6ª ed., 1998,  pp. 26-38.